# Ctenodactylus vali
El gundi del Sahara (Ctenodactylus vali) es una especie de roedor histricomorfo de la familia Ctenodactylidae. No se reconocen subespecies.

## Distribución
Se distribuye por Argelia, Libia y Marruecos.

## Hábitat
Se encuentra en zonas subtropicales o  tropicales con matorrales secos y zonas rocosas.